# Primera División 2011-2012 (calcio a 5)
La Primera División 2011-2012 è stata la 23ª edizione del massimo torneo di calcio a 5 spagnolo, nonché la prima con questo nome. Organizzata dalla Liga Nacional de Fútbol Sala, la stagione regolare è iniziata il 9 settembre 2011 e si è conclusa il 12 maggio 2012, prolungandosi fino al 25 giugno con la disputa dei play-off.

## Stagione regolare

### Classifica
|  | Pos. | Squadra           | Pt | G  | V  | N | P  | GF  | GS  | DR  |
|  | ---- | ----------------- | -- | -- | -- | - | -- | --- | --- | --- |
|  | 1.   | ElPozo Murcia     | 79 | 30 | 25 | 4 | 1  | 153 | 69  | +84 |
|  | 2.   | Barcellona        | 74 | 30 | 23 | 5 | 2  | 149 | 65  | +84 |
|  | 3.   | Inter             | 64 | 30 | 20 | 4 | 6  | 123 | 61  | +62 |
|  | 4.   | Segovia           | 49 | 30 | 15 | 4 | 11 | 98  | 81  | +17 |
|  | 5.   | Santiago          | 47 | 30 | 13 | 8 | 9  | 85  | 75  | +10 |
|  | 6.   | Xota              | 45 | 30 | 13 | 6 | 11 | 92  | 102 | -10 |
|  | 7.   | Carnicer Torrejón | 45 | 30 | 13 | 6 | 11 | 103 | 97  | +6  |
|  | 8.   | S10 Saragozza     | 43 | 30 | 12 | 7 | 11 | 95  | 96  | -1  |
|  | 9.   | Puertollano       | 39 | 30 | 12 | 3 | 15 | 88  | 98  | -10 |
|  | 10.  | Manacor           | 37 | 30 | 11 | 4 | 15 | 98  | 110 | -12 |
|  | 11.  | Talavera          | 36 | 30 | 10 | 6 | 14 | 83  | 112 | -29 |
|  | 12.  | Ribera Navarra    | 33 | 30 | 9  | 6 | 15 | 86  | 106 | -20 |
|  | 13.  | Prone Lugo        | 29 | 30 | 9  | 2 | 19 | 95  | 125 | -30 |
|  | 14.  | Santa Coloma      | 28 | 30 | 8  | 4 | 18 | 71  | 106 | -35 |
|  | 15.  | Cartagena         | 24 | 30 | 7  | 3 | 20 | 80  | 142 | -62 |
|  | −    | Baix Maestrat     | 11 | 30 | 3  | 2 | 25 | 41  | 95  | -54 |

### Verdetti
- Barcellona campione di Spagna 2011-12 e qualificato alla Coppa UEFA 2012-2013.
- Cartagena retrocesso in Segunda División 2012-13.
- Baix Maestrat escluso per cessazione dell'attività agonistica con decorrenza immediata (18ª giornata)[2]. Tutte le gare residuali in calendario sono state considerate perse con il punteggio di 0-3 a favore della società antagonista. Nelle rimanenti partite di campionato, le società che avrebbero dovuto affrontare il Baix Maestrat hanno osservato un turno di riposo.
- Carnicer Torrejón e Talavera non iscritti al campionato di Primera División 2012-13[3].

## Play-off
I play-off valevoli per il titolo nazionale si sono svolti tra il 18 maggio e il 25 giugno 2012. Il regolamento prevede che i quarti di finale e le semifinali si giochino al meglio delle tre gare mentre la finale al meglio delle cinque.

### Tabellone
|  | Quarti di finale | Quarti di finale | Quarti di finale | Quarti di finale | Quarti di finale |   |                   | Semifinali | Semifinali | Semifinali | Semifinali | Semifinali |  |  | Finale | Finale        | Finale | Finale | Finale | Finale | Finale |
|  |                  |                  |                  |                  |                  |   |                   |            |            |            |            |            |  |  |        |               |        |        |        |        |        |
|  | 5                | Santiago         | 3 (1)            | 2                | –                |   |                   |            |            |            |            |            |  |  |        |               |        |        |        |        |        |
|  | 4                | Segovia          | 3 (3)            | 4                | –                |   |                   |            |            |            |            |            |  |  |        |               |        |        |        |        |        |
|  | 4                | Segovia          | 3 (3)            | 4                | –                |   | 4                 | Segovia    | 6          | 3          | 1          |            |  |  |        |               |        |        |        |        |        |
|  |                  |                  |                  |                  |                  |   | 4                 | Segovia    | 6          | 3          | 1          |            |  |  |        |               |        |        |        |        |        |
|  |                  | 1                | ElPozo Murcia    | 4                | 4                | 4 |                   |            |            |            |            |            |  |  |        |               |        |        |        |        |        |
|  | 8                | 1                | ElPozo Murcia    | 4                | 4                | 4 | S10 Saragozza     | 5          | 2          | 3          |            |            |  |  |        |               |        |        |        |        |        |
|  | 8                |                  |                  |                  |                  |   | S10 Saragozza     | 5          | 2          | 3          |            |            |  |  |        |               |        |        |        |        |        |
|  | 1                | ElPozo Murcia    | 3                | 10               | 7                |   |                   |            |            |            |            |            |  |  |        |               |        |        |        |        |        |
|  |                  |                  |                  |                  |                  |   |                   |            |            |            |            |            |  |  | 1      | ElPozo Murcia | 3      | 6      | 1      | 5      | 3      |
|  |                  |                  | 2                | Barcellona (dts) | 5                | 1 | 4                 | 4          | 6          |            |            |            |  |  |        |               |        |        |        |        |        |
|  | 6                | Xota             | 4 (3)            | 2                | –                |   |                   |            |            |            |            |            |  |  |        |               |        |        |        |        |        |
|  | 3                | Inter            | 4 (4)            | 7                | –                |   |                   |            |            |            |            |            |  |  |        |               |        |        |        |        |        |
|  | 3                | Inter            | 4 (4)            | 7                | –                |   | 3                 | Inter      | 4          | 4          | –          |            |  |  |        |               |        |        |        |        |        |
|  |                  |                  |                  |                  |                  |   | 3                 | Inter      | 4          | 4          | –          |            |  |  |        |               |        |        |        |        |        |
|  |                  | 2                | Barcellona (dts) | 5                | 7                | – |                   |            |            |            |            |            |  |  |        |               |        |        |        |        |        |
|  | 7                | 2                | Barcellona (dts) | 5                | 7                | – | Carnicer Torrejón | 1          | 2          | –          |            |            |  |  |        |               |        |        |        |        |        |
|  | 7                |                  |                  |                  |                  |   | Carnicer Torrejón | 1          | 2          | –          |            |            |  |  |        |               |        |        |        |        |        |
|  | 2                | Barcellona       | 2                | 5                | –                |   |                   |            |            |            |            |            |  |  |        |               |        |        |        |        |        |

### Quarti di finale

#### Gara 1
| Arbitri: | Marcelino Blázquez Francesc García-Donas |

|                                           |           |                                             |
| Mimi 17’ Usín 29’ Jesulito 31’ Juanra 34’ | Marcatori | 6’ Bateria 34’, 36’ Bernárdez 40’ Matamoros |

| Arbitri: | Diego Gallo Alfonso Velasco |

|                |           |                     |
| Lin 19’ (aut.) | Marcatori | 9’ Wilde 23’ Lozano |

| Arbitri: | Felipe Madorrán Igor Gereta |

|                              |                      |                                         |
| D. Ruiz 21’, 31’ Aicardo 32’ | Marcatori            | 1’, 30’ Burrito 13’ S. González         |
| Aicardo Campos Barroso Lemos | Tiri di rigore 1 – 3 | S. González Blanco Lolo B. Díaz Robledo |

| Arbitri: | Ángel Sanzol David Urdánoz |

|                                                    |           |                           |
| Modrego 4’ J. Linares 19’, 40’ Tejel 25’ Muñoz 29’ | Marcatori | 4’ Yepes 8’, 16’ Miguelín |

#### Gara 2
| Alcalá de Henares 26 maggio 2012, ore 13:00 CEST                                            | Inter     | 7 – 2 (2-1) referto | Xota | Pabellón Cajamadrid |
| Bateria 1’ Betão 7’ Lucuix 22’ , 22’ , 35’ , 36’ Matamoros 25’ Marcatori 14’ , 34’ Jesulito |           |                     |      |                     |
|                                                                                             |           |                     |      |                     |
| Bateria 1’ Betão 7’ Lucuix 22’, 22’, 35’, 36’ Matamoros 25’                                 | Marcatori | 14’, 34’ Jesulito   |      |                     |

| Barcellona 26 maggio 2012, ore 13:00 CEST                                         | Barcellona | 5 – 2 (1-2) referto        | Carnicer Torrejón | Palau Blaugrana |
| Wilde 1’ Lozano 27’ , 39’ Lin 31’ Saad 35’ Marcatori 1’ ( aut. ) Igor 4’ Rivillos |            |                            |                   |                 |
|                                                                                   |            |                            |                   |                 |
| Wilde 1’ Lozano 27’, 39’ Lin 31’ Saad 35’                                         | Marcatori  | 1’ (aut.) Igor 4’ Rivillos |                   |                 |

| Arbitri: | Javier Ponce Julio Redondo |

| |           |                       |
| Gréllo 3’ Yepes 4’, 19’, 26’ Esquerdinha 17’ Miguelín 23’ A. Martínez 27’ Bebe 28’, 36’ Salgado 31’ | Marcatori | 10’ Ofong 36’ Modrego |

| Arbitri: | Pedro Fortes Alejandro Martínez |

|                                             |           |                       |
| Burrito 3’ B. Díaz 24’, 26’ S. González 30’ | Marcatori | 4’ Barroso 30’ Campos |

#### Gara 3
| Arbitri: | Fernando Gutiérrez Alberto Lope |

|                                                                         |           |                                   |
| Esquerdinha 3’, 10’ Bebe 8’ Salgado 17’ Yepes 22’ Miguelín 36’ Saúl 39’ | Marcatori | 6’ J. Linares 15’ Muñoz 32’ Ofong |

### Semifinali

#### Gara 1
| Arbitri: | Israel Martínez Fermín Sanchez |

|                              |           |                                              |
| Eka 8’, 37’, 44’ Bateria 34’ | Marcatori | 13’ Lozano 20’, 35’, 45’ Wilde 42’ Fernandão |

| Arbitri: | Francisco Peña Ignacio Peña |

|                                                           |           |                                           |
| Lolo 20’ S. González 30’, 31’, 38’ Burrito 33’ Blanco 40’ | Marcatori | 4’ Miguelín 9’, 19’ Esquerdinha 17’ Yepes |

#### Gara 2
| Arbitri: | Javier Moreno Juan Ramos |

|                                                                        |           |                                            |
| Lozano 6’ Gabriel 7’ Torrás 9’ J. Rodríguez 13’ Wilde 14’ Ari 32’, 39’ | Marcatori | 3’ Lucuix 6’ Matamoros 15’ Bateria 32’ Eka |

| Arbitri: | Marcelino Blázquez Francesc García-Donas |

|                                                   |           |                             |
| Gréllo 12’ Esquerdinha 30’ Yepes 35’ Miguelín 35’ | Marcatori | 17’, 33’ B. Díaz 40’ Blanco |

#### Gara 3
| Arbitri: | Juan José Cordero Manuel Linares |

|                                          |           |            |
| Boned 21’ Esquerdinha 24’ Yepes 34’, 35’ | Marcatori | 39’ Blanco |

### Finale

#### Gara 1
| Arbitri: | Fernando Gutiérrez Alberto Lope |

|                                     |           |                                              |
| Yepes 5’ Igor 26’ (aut.) Gréllo 33’ | Marcatori | 10’, 32’ Lozano 16’, 41’ Fernandão 43’ Wilde |

#### Gara 2
| Arbitri: | Felipe Madorrán Igor Gereta |

|          |           |                                                          |
| Saad 38’ | Marcatori | 1’ Boned 6’ Miguelín 15’ De Bail 26’ Bebe 31’, 37’ Yepes |

#### Gara 3
| Arbitri: | Roberto Gracia Carlos Múnez |

|                                     |           |             |
| Lin 21’ Gabriel 26’ Lozano 29’, 39’ | Marcatori | 6’ Miguelín |

#### Gara 4
| Arbitri: | Francisco Peña Ignacio Peña |

|                                           |           |                                     |
| Yepes 6’, 14’ De Bail 27’ Gréllo 34’, 39’ | Marcatori | 6’ Wilde 11’, 13’ Lozano 37’ Torrás |

#### Gara 5
| Arbitri: | Roberto Gracia Carlos Múnez |

|                                                 |           |                                                      |
| De Bail 13’ Esquerdinha 26’ Miguelín 27’ (rig.) | Marcatori | 15’, 26’ J. Rodríguez 36’, 41’ Lozano 43’, 45’ Wilde |

## Supercoppa di Spagna

### Formula
Alla 22ª edizione della competizione hanno preso parte: Barcellona, vincitore sia del campionato sia della Coppa di Spagna; ElPozo Murcia e Inter, giunti rispettivamente secondo e terzo al termine della stagione regolare; Carnicer Torrejón in qualità di società organizzatrice. Il trofeo è stato assegnato tramite una finale a quattro, con incontri a eliminazione diretta giocati presso il Pabellón Municipal Jorge Garbajosa di Torrejón de Ardoz. Gli accoppiamenti delle semifinali sono stati determinati tramite sorteggio.

### Semifinali
| Arbitri: | Fernando Gutiérrez Alberto Lope |

|                                                  |           |                                |
| Torrás 1’ Lin 2’, 21’ Ari 9’, 35’ Wilde 23’, 38’ | Marcatori | 7’ Esquerdinha 32’ A. Martínez |

| Arbitri: | Pedro Fortes Alejandro Martínez |

|                            |           |                                                         |
| J.C. López 9’ Bellvert 32’ | Marcatori | 18’, 37’ Matamoros 28’ Schumacher 36’ Bateria 39’ Ortiz |

### Finale
| Arbitri: | Felipe Madorrán Igor Gereta |

|                                  |           |                                      |
| Ari 5’ J. Rodríguez 9’ Wilde 39’ | Marcatori | 6’ Bateria 14’ Eka 23’, 31’ Aparicio |